# 내각

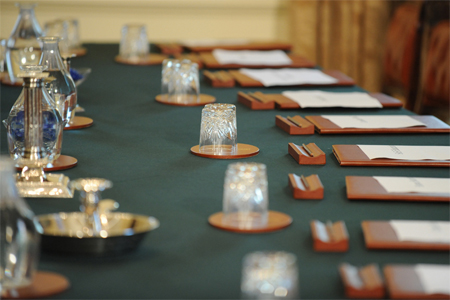

내각(內閣, cabinet)은 행정부의 주요 각료들로 구성되는 국가의 주요기관이다.
의원내각제에서 내각은 수상과 여러 장관으로 조직되는 합의체로, 국가의 행정권을 담당하고 국회에 대한 연대책임을 갖는다. 의원내각제에 있어서 내각은 국가행정의 최고기관인 한편 국민이 구성시키는 의회에 의하여 철저히 견제되어 의회민주주의 체제를 이룬다.
그 직접적 유래는 영국에서 국왕의 정치를 자문하던 추밀원에서 찾을 수 있다. 특히 내각은 추밀원의 일개 회의에서 시작하였다가 권한이 집중되어 분리된 기관으로, 이후 국왕의 실권이 사라지고 일명 웨스트민스터 시스템으로 불리는 의원내각제가 성립하면서 의회에 의한 민주적 행정부를 이루게 되었다.
한편 국가원수에게 대부분의 권력이 집중되는 대통령중심제와 군주제에서 내각은 원칙적으로 의결권이 없거나 의결의 구속력이 없는 보좌기관에 불과한 경우가 많다.(예: 대한민국의 국무회의)
대한민국은 국무회의가 내각에 속하며 권한이 대통령에 비해 제한적이다. 과거 왕조시대 때는 고려시대의 중서문하성, 중추원, 육부 또는 조선시대의 의정부와 육조가 내각과 비슷한 성향을 지니고 있었다.

## 나라별 내각
- 의원내각제
  - 영국의 내각
  - 일본의 내각
  - 오스트레일리아의 내각
  - 캐나다의 내각
  - 태국의 내각
- 대통령제 등
  - 대한민국의 국무회의
  - 미국의 내각

## 같이 보기
- 의원내각제
- 수상
- 내각불신임결의
- 추밀원
- 그림자 내각